# Lullus (Erzbischof von Mainz)

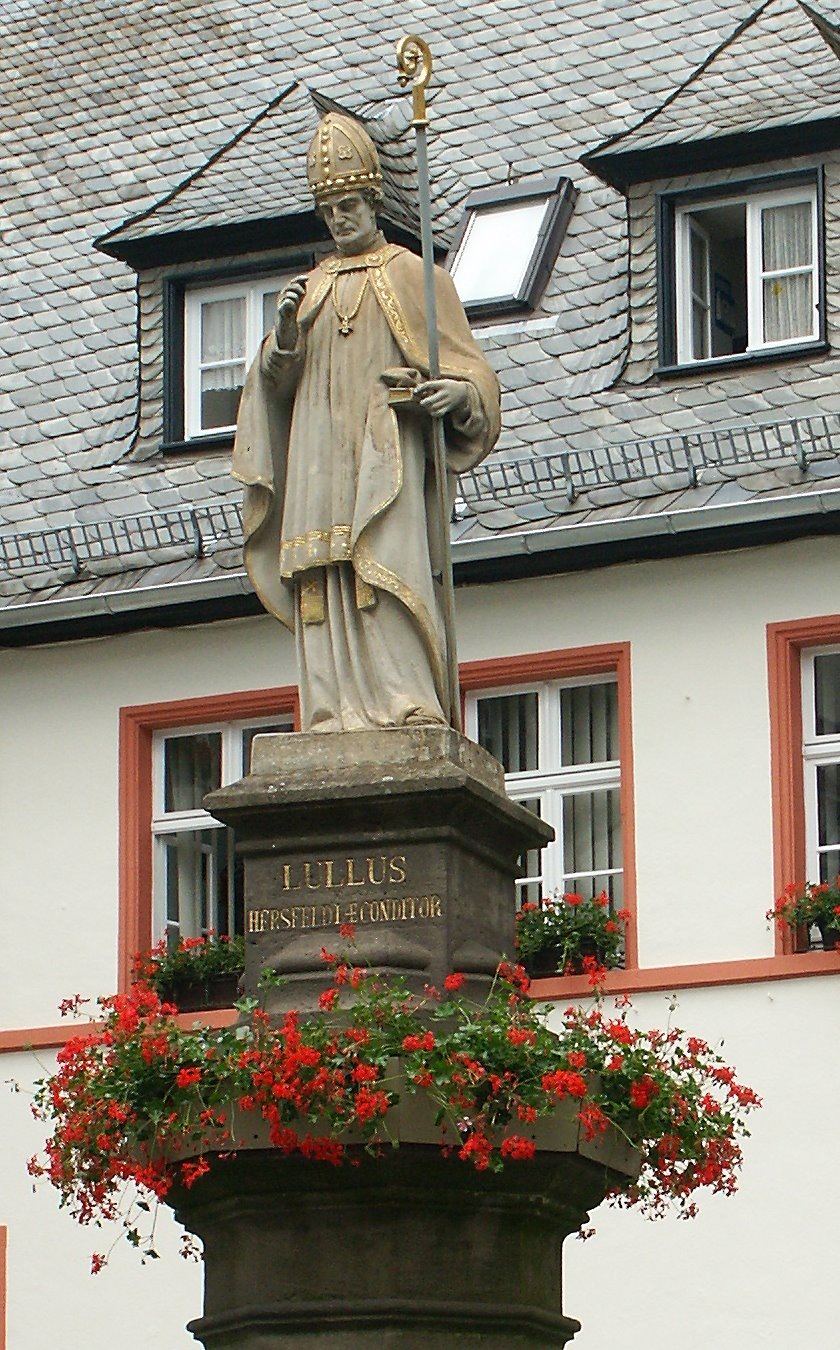
Standbild von Lullus auf dem Lullusbrunnen am Rathausplatz in Bad Hersfeld

Lullus OSB (auch Lul; * um 710 in Wessex; † 16. Oktober 786 in Hersfeld) war erster regulärer Erzbischof von Mainz und erster Abt des Klosters Hersfeld.

## Leben
Lullus wurde um 710 in Wessex in England geboren. Er war Mönch im Benediktinerkloster Malmesbury in der Grafschaft Wiltshire. Bei einer Wallfahrt 737 lernte er in Rom den Benediktinermönch Bonifatius kennen. Lullus unterstützte ihn als Diakon in der Germanenmission und setzte später die von Bonifatius begonnene kirchliche Neuorganisation im Frankenreich fort.
Ab 738 hielt sich Lullus im Kloster Fritzlar auf, das wohl um 724 von Bonifatius gegründet worden war. Abt des Klosters war zu dieser Zeit der ebenfalls aus England stammende Wigbert. Auch in dem 726 von Bonifatius gegründeten Kloster Ohrdruf (Thüringen) lebte Lullus einige Zeit lang. Um 745/46 wird Lullus als Diakon, bei einer Romreise 747/48 als Archidiakon bezeichnet, und zwischen 748 und 751 wohl von Bonifatius zum Priester geweiht. In dessen Auftrag erwirkte er für Fulda 751 in Rom das Zachariasprivileg für das Kloster Fulda. Zum Mainzer Chorbischof unter Bonifatius wurde er 752 geweiht und damit zum designierten Nachfolger. Bei seiner Abreise zur Friesenmission vertraute Bonifatius seine Gründungen, insbesondere das zu seiner Grablege bestimmte Kloster Fulda, dem Schutz des Lullus an, woraus dieser nach dem Tode des Bonifatius als Mainzer Bischof Herrschaftsansprüche ableitete, gegen die sich Fulda und sein Abt Sturmi, ebenfalls Bonifatiusschüler, unter Berufung auf das Zachariasprivileg vehement und schließlich erfolgreich zur Wehr setzten. Der fränkische König Pippin bestätigte ein Jahr später die Weihe des Lullus zum Chorbischof von Mainz und damit die in Aussicht genommene Nachfolgeregelung, womit die aus Sicht des Bonifatius bestehende Gefahr einer Ausschaltung der Angelsachsen im Missionsgebiet durch Weihe eines fränkischen Nachfolgers zunächst abgewendet war. Nach dem Tode des Bonifatius im Jahre 754 wurde Lullus dessen Nachfolger als Bischof von Mainz, erhielt jedoch nicht den seinem Vorgänger persönlich verliehenen Rang eines Erzbischofs. Die vermutlich von ihm in Auftrag gegebene älteste erhaltene Vita Bonifatii des Willibald wurde ihm und Bischof Megingaud von Würzburg gewidmet.
Erst um 781 erhielt Lullus von Papst Hadrian I. das erzbischöfliche Pallium. In Ermangelung einer rechtlichen Regelung zur Schaffung einer Mainzer Kirchenprovinz veranlasste Lullus die Verfälschung der Papsturkunde, die einst Bonifatius zum Kölner Erzbischof hatte machen und die zugleich Köln zum Metropolitansitz einer austrasischen Kirchenprovinz hatte erheben sollen, was 747 jedoch am Widerstand des fränkischen Klerus gescheitert war. Jetzt wurde Mainz anstelle von Köln in den Urkundentext eingesetzt und damit eine Kirchenprovinz geschaffen, die Tongern, Köln, Worms, Speyer, Utrecht und das von Bonifatius missionierte rechtsrheinische Germanien, insbesondere Würzburg, umfasste. Da es Lullus gelang, für diese Fälschung die Anerkennung zu gewinnen, dürfte diese Kirchenprovinz tatsächlich ins Leben getreten sein, bis es 799 unter seinem Nachfolger Richulf anlässlich des Besuches Papst Leos III. zur Neuordnung der Verhältnisse durch die Gründung von Trier und Köln als weiteren Erzbistümern kam. Zuvor hatte Lullus nach dem anfänglichen Scheitern der Bemühungen um die Schaffung einer Mainzer Kirchenprovinz das Bistum Mainz erheblich durch die Einverleibung der Bistümer Büraburg (bei Fritzlar) und Erfurt vergrößert. Ab 769 betrieb Lullus die Errichtung der Abtei Hersfeld, die er 775 unter den Schutz Karls des Großen stellen ließ. Briefe von und an Lullus sind zusammen mit den Briefen des Bonifatius überliefert und von Michael Tangl ediert.
Lullus starb am 16. Oktober 786 in Hersfeld, wo er in der Klosterkirche beigesetzt wurde.

## Nachleben
Am 28. Oktober 850 wurde die neue, dem Gedächtnis des Heiligen Wigbert gewidmete karolingische Säulenbasilika, eigentlich ein Salvatorpatrozinium, des Klosters Hersfeld vom Mainzer Erzbischof Hrabanus Maurus geweiht. Die Umbettung (Translatio) von Lullus, Wigbert und Witta in den Ostchor dieser Basilika, durch eine Prozession und eine kirchliche Feier, fand vermutlich im gleichen Jahr am 16. Oktober (dem Todestag des Lullus) statt. Jedenfalls kam es an diesem Termin zu einem jährlich wiederkehrenden Kirchenfest, zu dem viele Pilger an die Gräber pilgerten. Aus diesem Fest entwickelte sich das wohl älteste Volksfest Deutschlands, das Lullusfest, das noch heute gefeiert wird.
Die „Vita Lulli“, geschrieben von Lampert von Hersfeld (vermutlich zwischen 1063 und 1073 geschrieben) führte dazu, dass Lullus als Heiliger verehrt und neben Wigbert zum Hauptpatron der Abtei wurde.
Lullus kommt das Verdienst zu, die von Bonifatius im Frankenreich aufgegriffene Neuordnung der Kirchenorganisation zu einem Abschluss gebracht zu haben. Dazu gehört vor allem im hessisch-thüringischen Raum auch der Abschluss der Germanenmission, wie sie ebenfalls von Bonifatius begonnen wurde. Lullus suchte stärker den Ausgleich mit den fränkischen Königen als Bonifatius, der eine engere Verbindung zum Papsttum in Rom suchte.

## Darstellungen
In der Malerei eines Reliquienschreins aus dem 15. Jahrhundert der Stiftskirche von Fritzlar wird er in pontifikaler Messkleidung mit der rechten Hand segnend in der linken den Bischofsstab haltend dargestellt.

## Grabinschrift
Das Grab von Lullus hat sich über die Jahrhunderte nicht erhalten. In einem Fritzlarer Kopialbuch aus dem 15. Jahrhundert befindet sich eine überlieferte Grabinschrift (Epithaphium sanctissimi Lulli patroni nostri), die zeitgenössisch sein und vielleicht sogar von Lullus selbst stammen könnte (Die Ich-Form ist dafür jedoch kein Argument!).
Die Verse umfassen vier Distichen:
| Lateinischer Text | Übersetzung |
| --- | --- |
| Lul mihi nomen erat, famosa Britannia mater, Quae me Romanos misit adire patres. Post sibi me iunxit doctor Bonifacius almus, Imposuitque humeris infula sacra meis. Et dum martirio caelestes scandit ad arces, Manensi ecclesiae me iubet esse patrem. Hic mihi sit requies, donec vox alma reclamet: »Pulvis, qui dormis, surge iubente deo«. | Lul war mein Name, in England, dem ruhmreichen, bin ich geboren, Welches als Pilger nach Rom mich zu den Vätern gesandt. Danach nahm Bonifaz, der heilige Lehrer, mich zu sich, Und das Bischofsgewand legt’ auf die Schultern er mir. Als durch den Martyrertod er des Himmels Festung erstiegen, Ward ich, wie er es gewünscht, Lenker der Kirche in Mainz. Hier sei mir Ruhe vergönnt, bis ertönt die erhabene Stimme: »Staub, der du schläfst, steh auf, denn es ist Gott, der dich ruft!«. |

Weitere Verse in drei sogenannten leoninischen Hexametern, d. h. Versen mit Binnenreimen, aus späterer Zeit bezeichnen Lullus als Nothelfer der Kranken. Diese Verse sind erstmals in den Gesta Regum Anglorum von Wilhelm von Malmesbury belegt.
| Lateinischer Text | Übersetzung |
| --- | --- |
| Antistes Lullus, quo non est sanctior ullus, Pollens divina tribuente Deo medicina, Occurrit morbis, ut totus praedicat orbis. | Bischof Lull: Er war an Frömmigkeit unübertreffbar, Gott verlieh ihm die Gunst, zu üben die himmlische Heilkunst, Krankheit er Abhilfe weist, dafür man ihn rings auf der Welt preist. |

## Gedenktag
Am 16. Oktober, seinem Todestag.